# Autobahndreieck Weil am Rhein
Das Autobahndreieck Weil am Rhein (kurz: Dreieck Weil am Rhein, Abkürzung: AD Weil am Rhein) ist ein Autobahndreieck in Baden-Württemberg, das sich bei Lörrach befindet. Es verbindet die Bundesautobahn 5 (Hattenbacher Dreieck – Frankfurt am Main – Basel) mit der Bundesautobahn 98.

## Geographie
Das Dreieck liegt auf dem Gebiet von Weil am Rhein. Es befindet sich unweit des deutsch-französischen Grenzflusses Rhein. Die umliegenden Städte und Gemeinden sind auf deutscher Rheinseite Eimeldingen und auf französischer Seite Village-Neuf. Das Dreieck befindet sich etwa 50 km südwestlich von Freiburg, etwa 25 km südöstlich von Mülhausen und etwa 10 km nördlich von Basel.
Auf der A 5 trägt das Autobahndreieck Weil am Rhein die Anschlussstellennummer 68 und auf der A 98 die Nummer 1.

## Geschichte
Bis 1963 war Märkt bei Weil am Rhein der südlichste Punkt der A 5. Die notwendige Trassierung für das Autobahndreieck wurde bereits Anfang der 1960er Jahre vollzogen.
Erst am 14. Juni 1980 wurde das letzte Teilstück bis zur Schweizer Grenze eröffnet. Im Zuge der Errichtung der A 98 Anfang der 1980er Jahre wurde das Autobahndreieck erst 1981 fertiggestellt. Zwei Jahre später war das Teilstück bis Lörrach befahrbar.

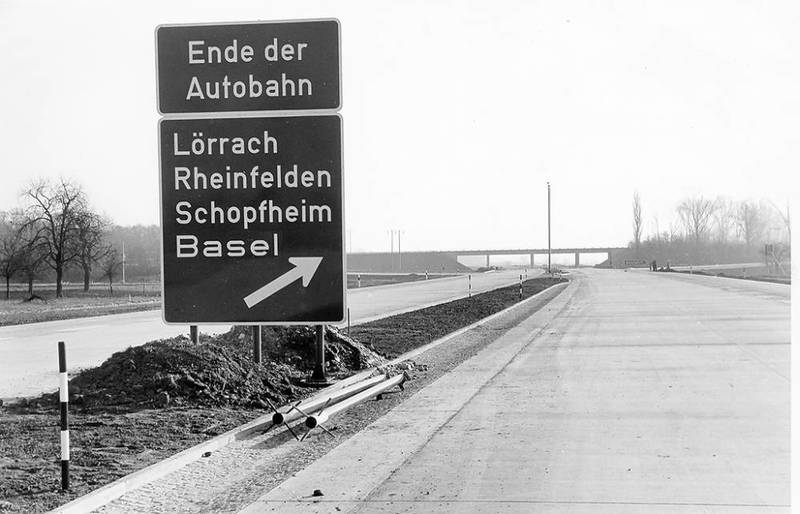
Ausbaustufe 1959
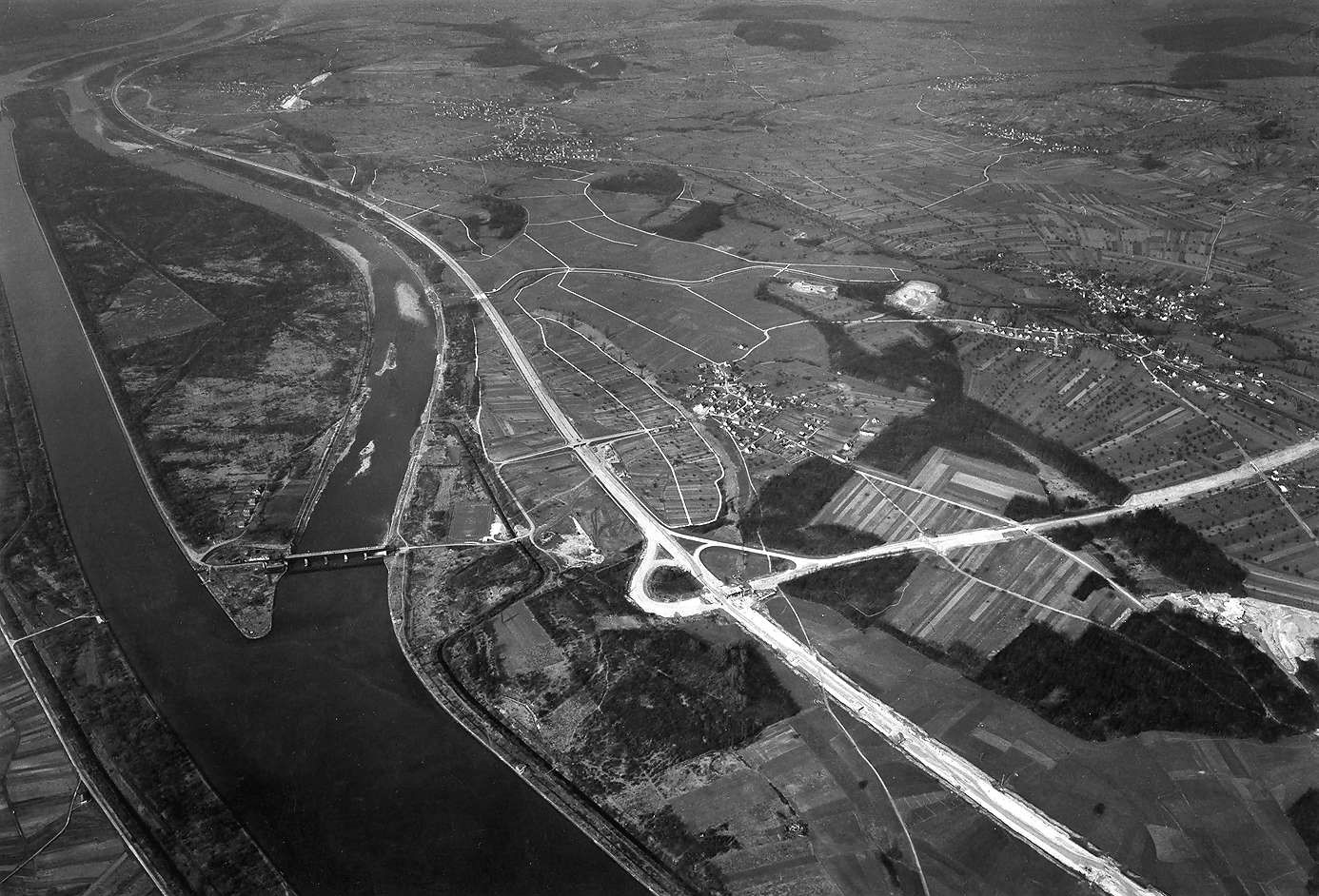
Trassierung 1962 aus der Luftperspektive
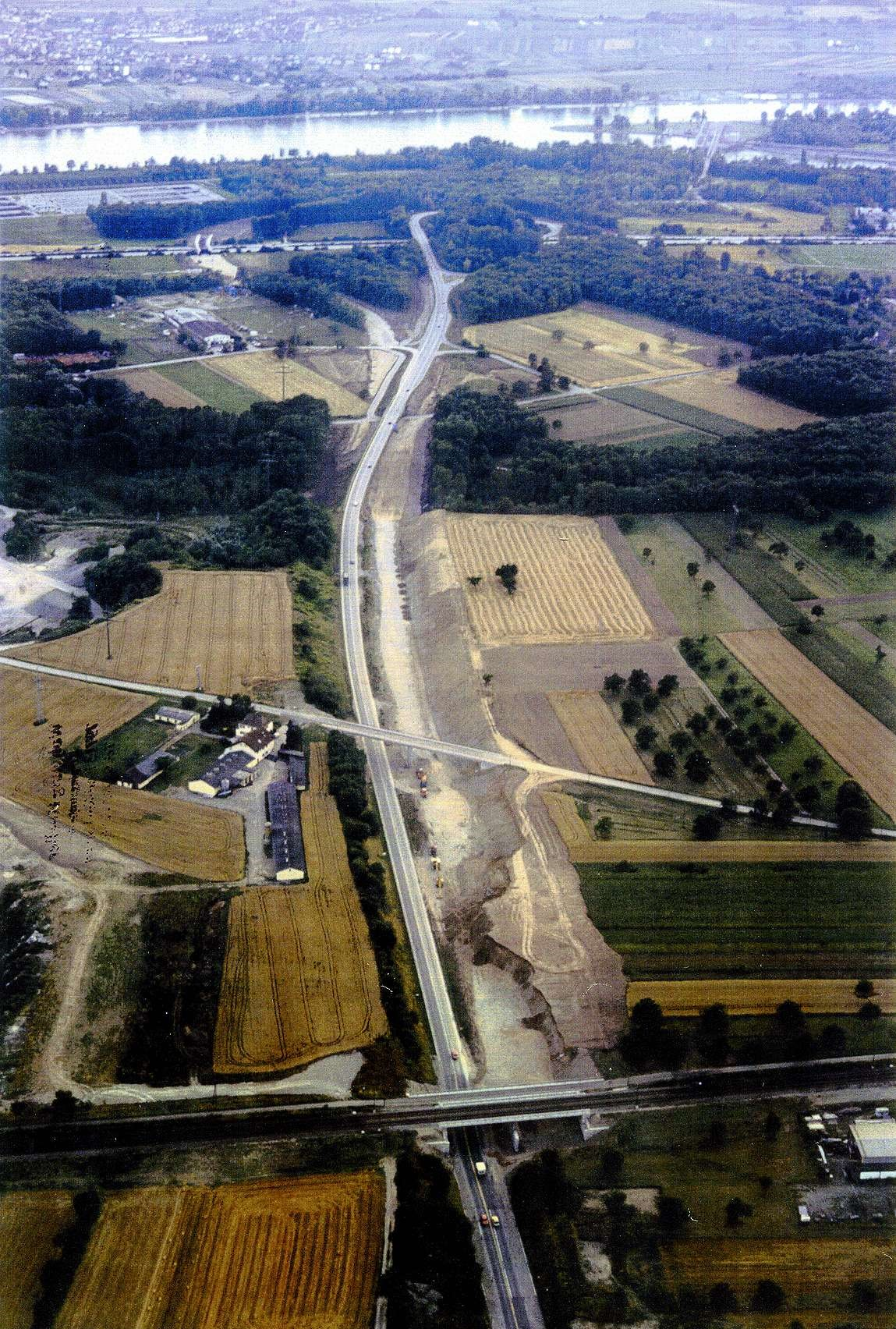
A 98, im Hintergrund das AD Weil am Rhein 1985

## Ausbauzustand
Die A 5 ist in diesem Bereich, genau wie die A 98, zweispurig ausgebaut. Bis auf die Relation Freiburg-Autobahndreieck Hochrhein (zweistreifig, da sie den eigentlichen Beginn der A 98 markiert) sind alle Überleitungen einstreifig.
Das Dreieck ist als rechtsgeführte Trompete angelegt.

## Verkehr
Das Autobahndreieck ist vor allem in Nord-Süd-Richtung stark befahren. Durch den gestiegenen Güterverkehr auf der Straße stauen sich die LKW vor der Grenze fast täglich in dem Abschnitt zwischen dem Dreieck und dem Schweizer Zoll.
| Von                       | Nach                            | Durchschnittliche tägliche Verkehrsstärke | Durchschnittliche tägliche Verkehrsstärke | Durchschnittliche tägliche Verkehrsstärke | Anteil Schwerlastverkehr | Anteil Schwerlastverkehr | Anteil Schwerlastverkehr |
| Von                       | Nach                            | 2005                                      | 2010                                      | 2015                                      | 2005                     | 2010                     | 2015                     |
| ------------------------- | ------------------------------- | ----------------------------------------- | ----------------------------------------- | ----------------------------------------- | ------------------------ | ------------------------ | ------------------------ |
| AS Efringen-Kirchen (A 5) | AD Weil am Rhein                | 43.300                                    | 37.700                                    | 45.300                                    | 14,9 %                   | 13,8 %                   | 11,1 %                   |
| AD Weil am Rhein          | AS Weil am Rhein/Hüningen (A 5) | 41.500                                    | 39.800                                    | 41.500                                    | 08,7 %                   | 08,5 %                   | 07,3 %                   |
| AD Weil am Rhein          | AS Lörrach-Mitte (A 98)         | 24.100                                    | 28.800                                    | 36.500                                    | 11,4 %                   | 12,0 %                   | 10,0 %                   |